# 実況パワフルプロ野球11
『実況パワフルプロ野球11』（じっきょうパワフルプロやきゅう11）は、PlayStation 2、ニンテンドー ゲームキューブ用野球ゲームである。実況パワフルプロ野球シリーズの1つであり、2004年7月15日にコナミから発売された。また同年12月16日には選手データなどを更新した『実況パワフルプロ野球11超決定版』が発売された。

## 概要
オープニング
内容はピンチで登板するルーキーのパワプロ君が抑えて勝利投手になる。
今作から正式に実在選手が登場。（今までは、背番号が違うなど確定ではなかった）。12球団からそれぞれ金城龍彦、谷佳知、前田智徳、新庄剛志、古田敦也、小林雅英、高橋由伸、中村紀洋、岩瀬仁紀、松坂大輔、八木裕、城島健司が登場している。
オリックスのシーンでは、谷佳知の妻である谷亮子がゲスト出演している。これは、選手以外でパワターが初めて設定された事例でもある。
対戦
過去のシリーズと同じ。
アレンジ
オリジナルチーム設定は前作『実況パワフルプロ野球10』より細かい設定（色数の増加、ホーム・ビジター別ユニフォームの設定など）が可能になったが、ペナントモードには参加できない。
ペナント
主な変更点は以下の通り。
- パ・リーグプレイオフ

2004年当時のプレーオフ制度の設定が追加された。
- ドラフト会議

スカウト方法はコスト制で能力の異なるスカウトを最大4人まで雇用し、スカウトを行う。交渉コマンドでは入団確約に成功すると他球団の指名を拒否する可能性が高まる。ドラフトでは1位指名に限りくじ引きが導入された（くじを引くことはできず自動的に決定する）。
- FA

海外移籍を志望するパターンが追加され、交渉球団がある状態でも海外に移籍し、ペナントから離脱する場合がある。その後、海外移籍選手の帰国時にFA時と同じルールの交渉を行い、入団させるイベントが発生する場合がある。
- 海外留学

毎年1名を選び選手を派遣する。派遣された選手はペナント中に帰国し、能力が成長する場合がある。
シナリオ
開幕版の内容は従来と同様。ただし、獲得できる選手はホームラン競争と同様のミニゲーム形式で獲得する。全チームクリアすればシナリオの隠し選手の全選手が使用できる。
11超決定版では「どこでもシナリオ」の名前で登場。各チーム1月に1つの試合が用意（合計6つ）され、クリアするとその月の試合を全てプレイできる。
ホームラン競争
シリーズお馴染みのホームラン競争。10球中何球をHRにできるかというモード。10球全てをHRにするとおまけモードとなってHRをミスするまで打てる。
開幕版のみHRを8本以上打つとOB選手を獲得するためのミニゲームが出る。HRを100本連続で打つと全てのOB選手が使用できるようになる。
データあれこれ
メモリーカード間の選手及びアレンジチームの移動などを行う。
GC版のみ、パワプロクンポケットシリーズのパスワードを入力すると、シリーズ専用だった超特殊能力にも対応するようになった。
PS2版ではHDDに対応、HDDにデータをダウンロードすることで読み込み時間の軽減を図ることができる。また、PS2版11超決定版では「パワプロ通信」モードを使ってサクセスモードで作成した選手のアップロード・ダウンロードができた（2005年12月22日サービス終了）。
対決!伝説選手
11超決定版のみ。パワプロ10と内容は同様。超決定版でOB選手を獲得できるのはこのモードのみ。
実況
- 実況
  - 河路直樹（圭三プロダクション（2007年現在はフリー））
- 場内アナウンス
  - 三石琴乃（アーツビジョン）なお、三石は11超決定版を以ってパワプロシリーズを降板した。
  - 谷口広明（昭和プロダクション（2007年現在はフリー））

## マイライフ
今作よりモードとして独立。以下に主要なパワプロ10からの変更点を挙げる。その多くは特に記述がなければパワプロ12から14のマイライフモードにもそのまま継承されている要素である。しかしシステムが一新されたパワプロ15、及びパワプロ2009ではその限りではない。
キャラメイク
- 2つのアピールポイントのほか、1つのウィークポイントを決定しなければならない。長所と矛盾する短所は選択できない。

難易度設定
- ゲーム開始時に「ごくらく」「ごくふつう」「ごくあく」の3段階から選択するが、それとは別にゲーム中でのプレイヤーの活躍如何によっても「他球団からのマーク」という形で難易度が変動する。最初の選択で変わるのは難易度の初期値とその上限値となる。ただし、12以降の「ごくらく」の場合はマークが作動せず、プレイヤーの任意で難易度を変更できる。

交友関係
- プレイヤーと同じ球団に、オリジナルキャラクター「奥居」が入団する。プレイヤーが投手なら投手、野手なら二塁、三塁のサブポジを持つ外野手として登録される。
- チームメイトやライバルと交友関係を持ち、後述する趣味などに同行できるようになった。
- 野球道具を提供してくれるセールスマン、シーズンの疲れを取ってくれるトレーナーなど、交友相手によっては会話することで様々な恩恵が受けられる。
- 交友相手には彼女候補も含まれている。結婚するためには交友によって友好度を高めた上で、彼女候補によって異なる特定の条件を満たす必要がある。

能力
- ドラフト順位、年齢などに応じて能力成長の早晩が左右される。コーチと会話することで成長ピークの目安をつけることが出来る。

ステータス
- ゴルフや釣りの腕前、オシャレなどの「スキル」が追加され、交友関係に影響するようになった。スキルは休みの日に趣味を実行したり、身だしなみを整えて移動したりする事で伸ばす事が出来る。
- 他選手との付き合いの頻度や好む趣味の種類によって「性格」が変化し、彼女候補の好みなどに影響するようになった。

試合関連
- 前作の新人は大学卒業か社会人のドラフト1位でなければ一軍に入れなかったが、パワプロ11以降はオープン戦の結果とドラフト順位次第ではルーキーズイヤーの開幕一軍も可能となった。下位指名であるほど開幕一軍の条件は厳しくなる。
- 試合中に監督からのサインが出される事があり、わざと無視した場合（例えばバントの指示でホームランを打った時など）たとえ活躍しても監督から叱責され、罰金を取られてしまう。

サクセス選手の使用とマイライフ選手のデータ登録
- パワプロ11に限りサクセス選手の使用には特殊な条件で手に入るアイテム「水晶」が必要である（超決定版では不要）。
- 水晶はマイライフ育成選手をオリジナル選手として登録するためのパスワードを出力するためにも使用される。

## サクセスモード

### 概要
サクセスモードの概要については実況パワフルプロ野球 サクセスモードも参照。
- これまでの猪狩世代から、友沢・橘の新世代に舞台を移しての初の作品となる。『8』のようなパラレル設定であり、「友沢・橘が高卒プロ入りを果たせなかった世界」が描かれている。そのため前作の設定とは食い違う点が多く存在するが、これは意図的なものである。前作の時間軸としては『パワプロ10』の三年目が本作の一年目に当る。
- 『実況パワフルプロ野球6』以来の大学野球編で、時間軸的には約一年半後。また、『パワプロ6』で主人公の後輩だった江崎と熊谷が本作では先輩として登場している。
- ゲーム開始は2年生からで、3年後の4年生時にドラフトに指名されることが目標（全日本編は後述にて説明）。今までのシリーズ同様、監督の評価を上げ、試合に出場し、スカウトに認められてドラフト指名を目指す。
- 初期能力はパワプロ9・10同様の方式でセンス×が無い場合はGやFなどだが、1/500の確率でEの能力が混じった上にセンス○が付くいわゆる「天才型」が出るときもある。
- 今までは1週間に1回行動を決める作品が多かったが、今作では1か月に3回（朝・昼・夕方）行動を決めるシステムに変化した（全日本編は1日単位で、帝王大学では状況により1か月4回）。
- 所持金の概念があり、イベントで増減したりアルバイトで稼いだりする。また、所持金を用いてパワリンなど体力回復アイテムや、新しいバットなど装備アイテムを購入する。
- 今作から隠れ能力であった「エラー回避」（従来の表記ではエラー率）が表示されるようになったことに伴い、サクセスモードでもエラー回避のパラメータを上昇させることができるようになった。また、従来は敏捷ポイントと技術ポイントが必要であった走力の上昇に必要なポイントが筋力ポイントと敏捷ポイントに変更された。
- 前作まではキャプテンになった場合のプレイヤーが全選手を操作するのは7回以降だったが、今作では8回以降となった（全日本編を除く）。

ナイスお助けシステム
本作品より導入されたシステム。練習中に監督などNPCの目に留まると、その人物が主人公の元に近づいてきてちょっとしたイベントで手助けしてくれる、というもの。以下に実例を一部挙げる。
- 監督：監督評価の上昇、アドバイスによる経験点ボーナス、バッドステータス除去など
- マネージャー：彼女評価の上昇、激励によるバッドステータス除去、スポーツドリンクによる体力回復など
- スカウト：スカウト評価の上昇、やる気上昇、助言による経験点ボーナスなど
- 野球仙人：パワポケシリーズに登場したキャラ。仙人に取り付かれたときに仙人のいる練習をすると、まれに能力を上げてくれる。

### シナリオ
全日本編は後述。
パワフル大学
- 最初から選択可能なシナリオ。チームの成績によって「弱小・普通・強豪」と評判が変化し、それによってイベントの進行も変わるのが特徴。『パワプロ6』ではあかつき大学などと同じ六大学リーグだったが、校舎移転のため大学リーグも移動した。

帝王大学
- 『パワプロ6』では対戦相手大学。スポーツ強豪校。ランキングシステムを利用して投手・捕手・内野手・外野手それぞれ四天王の一人を置いている。ランキング変動試験で好成績を出せば主人公も四天王になれる。また、退部した主人公が第二野球部に入部し新たな野球部を作る真帝王ルートという展開がある。
- プレイ中に主人公が自主トレを思いついた場合、そのトレーニングのメニューが次回以降のプレイに持ち越される。

イレブン工科大学
文武両道がモットーの理系大学。各学期の期末テストに赤点を取ってしまうと、大きなペナルティを課される。また、部員が少ないためサッカー部とグラウンドが合同になっており、グラウンドの割り当てをじゃんけんで争ったり、サッカーの試合に主人公が駆り出されるイベントがあったりする。
野球部員を招いて勉強会を行い、テストに備えて学力を上げることが出来るが、この時主人公が閃くと練習器材を強化したり、特殊なパワリンを作って経験点ボーナスを得ることが出来る。作った器材や、試験の成績によって教授から贈られた器材は次回以降のプレイにランダムで一つ持ち越される。
栄光学院大学
4年秋の全国大会決勝戦の相手チーム。『11超決定版』では追加シナリオとして選択可能。他の三大学と違い、紅白戦が定期的にある。開始は同じく2年生からだが、公式戦は4年秋の大会以外出られない。選手のやる気により「どんより～」・「ふつう」・「ハッスル！」とチーム状態が変化し、練習の効果に影響を及ぼす。
- この他に対戦校として、地方大会ではほねおり工業大学・白樺学園大学・しるこ大学・あかつき大学・伊多飯大学（超決定版のみ）、全国大会ではひよこ産業大学・アニマル大学・大航海大学・黒龍館大学・西強大学（栄光学院のみ地方大会決勝で対戦）が登場する。

### 登場人物
- 各キャラの年齢は開始時（一年目4月1日時点）のもの。

パワプロ君（主人公）
大学二年生。キャラメイク時に趣味を設定可能であり、プロ入りを果たせなかった際の進路もそれに応じたものとなる。
矢部明雄
主人公の相棒。俊足巧打のプレイヤー。ガンダーロボというアニメの大ファンで、プラモデル作りが趣味。基本的には主人公と同じ大学に所属しているが、全日本編ではしるこ大学ではなく、パワフル大生として登場。19歳。

#### パワフル大学
舞海徹（まいかい とおる）
パワフル大学野球部の監督。大学の評判によって人物像が変わる。弱小ではやる気があるのかないのか分からない人物として、普通では熱意はあるが結果を出し切れない指揮官として、強豪では野球部の評判を一代で高めた名将として描かれている。また、普通では途中で退任してあおいにバトンタッチし、強豪では留任するが阿畑を特別コーチとして招聘する。
早川あおい（はやかわ -　）
『7』から登場を続ける女性プロ野球選手。今作の1年目のシーズン終了時にプロ野球を引退する。パワフル大の評価が「普通」の場合、監督に就任。23歳。
阿畑やすし（あばた -　）
シリーズおなじみのナックルボーラー。あおいと同じく1年目のシーズン終了時に引退。パワフル大の評価が「強豪」の場合、コーチとして招聘される。24歳。独身
江崎栗夫（えざき くりお）
主人公の2つ上の先輩。エースピッチャーを務めている。ドラフトでカープに指名される場合がある。コントロール練習が得意。投手の割には野手能力は高い。21歳。
熊谷公太郎（くまがや こうたろう）
主人公の1つ上の先輩。捕手で次期キャプテンである。打撃練習を得意とする。彼を怒らせてしまうととてつもなく怖い形相になる。20歳。
初野歩（はつの あゆむ）
主人公の1つ下の後輩。二塁守備が得意であり、バッティングも非凡だがチャンスには極端に弱い。おとなしい性格。1年生の頃からスカウトに目をつけられているが、ガーデニングで大成したいという理由でプロの誘いを断る。18歳。
日本仁（ひもと ひとし）
主人公の2つ下の後輩。外野手／三塁手。外国人のような日本人である。納豆嫌いであるが主人公によってそれを克服する。目標とする選手はボーマン・バンガード（後述）。17歳。
バットコントロールはあまり巧くないがパワーに優れ、得点圏や満塁などの大一番に強い。「4番×」のマイナス能力を持つ。大日本高校出身（『パワプロ5』の対戦相手高）。名前は日本人から。
小田谷加奈（おだや かな）
パワフル大学のマネージャー。明るい性格であり、積極的である。彼女候補の一人。他の大学でプレイすると道端やコンビニのバイトで知り合うことがある。また､突然バレンタインの日に告白されることもある､という夢オチに登場することがある｡「穏やかな」の名の通り、デート代をワリカンにしても怒らないので付き合いやすいが、代わりにメリットもそれなり。18歳。

#### 帝王大学
弐土乃（にど おさむ）
帝王大学野球部の監督。ランキングシステムを利用した部員管理と、全国制覇できなければ例外なくペナルティという激しいをしているトレーニングにより精鋭プレイヤーを育成する。元々は選手の自主性を重んじる性格であったが、かつて山口賢が連投の末に故障した悲劇と、プロ選手を大量生産するために大学によって雇われている事情から鬼監督となっている。
友沢亮（ともざわ りょう）

主人公の同期。遊撃手だが過去に投手をやっていたため投手能力も高め。実家が経済的に困窮しており、奨学金を受けながら野球を続けている。内野手の四天王。19歳。
江久瀬恋太郎（えくせ れんたろう）
主人公の一年先輩。能力は平均して高く、外野手をはじめ、捕手、内野手などさまざまなポジションを守ることが出来る。パワーは高め。監督の前では良い先輩として振舞う。外野手の四天王。横浜ベイスターズに指名されることもある。名前はエクセレント（Excellent）から。20歳。
下井九郎（しもい くろう）
主人公の一年先輩。投手。1年目の4月、監督に意見し退部になってしまう。しかし、真帝王ルートで第2野球部に所属していることが判明。140キロ台後半のストレートと、タフなスタミナが武器の馬力型右腕。苦労性ゆえにか負け運持ち。オリックス・ブルーウェーブに指名されることがある。20歳。
犬河和音（いぬかわ かずね）
主人公の二年後輩の投手。アンダースローでストレートは遅めだが多彩で大きく変化する変化球と、針の穴を通すコントロールが武器。スタミナもBとやや高め。入学時、猫神とともに四天王の座を奪う。帝王実業からの監督推薦で入学。あまり表情を変えないのでクールに見えるが実際は打たれ弱く調子の波が激しい。途中、猫神と喧嘩するイベントが発生することもある。17歳。
猫神優（ねこがみ ゆう）
主人公の二年後輩の捕手。俊足堅守で優秀な捕手。犬河とともに帝王実業から推薦で入学。入学時、犬河とともに四天王の座を奪う。性格はおっちょこちょいで明るいタイプ。途中、犬河と喧嘩するイベントが発生することもある。17歳。
我間摩夕（わがま まゆ）
帝王大学野球部のマネージャー。他の大学でも道端で突然出会って恋に落ちる可能性がある。ある企業の令嬢で、名前どおり我がままで高飛車。彼女候補の1人。放っておくとすぐにフラレる、デートでおごらないと怒るなど付き合うのが難しい。

#### イレブン工科大学
轟麺次郎（とどろき めんじろう）
イレブン工科大学野球部の監督。サッカー部の監督も兼任しているためホイッスルをくわえている。若干空回りしている熱血漢で、指揮官としては平凡。
橘みずき（たちばな - ）
主人公と同学年。女性選手。オリジナル変化球クレッセントムーンを操る。早川あおいに憧れて硬式野球の道を志したものの、そのあおいがみずきの姿を見たことで引退を決意したと聞き愕然とする。19歳。
満田虎男（まんだ とらお）
150kmのストレートが武器。外野のサブポジも持っている。よく変な薬を開発しては、主人公に飲ませようとする。その薬は自分でもしばしば服用しているのだが、ゲーム開始時点では自分の才能に限界を感じているため薬に頼りがちである。気合は満点だが気が短い。20歳。
雪村征隆（ゆきむら まさたか）
主人公と同学年だが浪人しているため年齢は一歳年上（20歳）。リーゼント頭でエセ関西弁を操る。たまに主人公に対し先輩風を吹かせる。三塁手／捕手。バッティングセンスには非凡のものがあり、「ささやき戦術」を持っているがサブポジが下手である。実家は不動産屋。
仲居三太（なかい さんた）
主人公の2学年下。どすこい打法を用いる。巨漢で強面という見た目どおりパワーに優れ、意外に足も速く守備も巧い、しかし肝心な時にエラーをするタイプ。本来は二塁手／一塁手だが、見た目のせいで相撲部と誤解されたり4番キャッチャーの風格と呼ばれたりしている。グラビアアイドルが大好きである。17歳。
軽井沢大輝（かるいざわ たいき）
主人公と同学年。俊足の遊撃手で、みずきのことが好き。本業はサッカー部のキャプテンだが人数不足から野球部としても活動する。内野の守備もなかなかの物だがさすがに打撃は不得手である。19歳。
パワプロ2018のパワフェスモードでの打席時はバットを足に乗せ、器用なリフティングを披露している。
石野まさ夫(いしの まさお)、波佐見駿一(はさみ しゅんいち)、紙山要(かみやま かなめ)
主人公と同学年。サッカー部に所属する三人組で通称「ジャンケントリオ」。サッカー部でのポジションは石野がディフェンダー、波佐見がミッドフィルダー、紙山がゴールキーパー。それぞれじゃんけんのグー、チョキ、パーの手を示したマークを胸に貼り付けている。グラウンドの割り当てじゃんけんでもその手を出すことが多い（それぞれの出す確率は名前の由来となっているマークでも50%）。
名前の由来はじゃんけんの石（グー）、はさみ（チョキ）、紙（パー）から。野球部でのポジションは紙山が捕手でそれ以外の2人が外野手。さすがにサッカー部なだけはあって足が速く、それなりに守備もこなすが打撃には期待できない。三人とも19歳。
当初は名字のみだったがパワプロ2018のパワフェスモードで3人の下の名前が明かされ、パワプロ2012のパワスタモードで使われたグー、チョキ、パーが描かれた円型プラカードを持つようになった。
伊東絵里（いとう えり）
イレブン工科大学野球部のマネージャーで、あだ名はエリリン。自称エリートの元気娘。野球帽とハッピを普段着にするほどの熱狂的な野球ファンで特に頑張パワフルズが好き。野球場で売り子もしており、バイトの時出会ったり道端で突然出会って恋に落ちたりすることもある。彼女候補の1人。なお、名前と苗字を入れ替えると「えりいとう」（エリート）になる。付き合いやすい割に最高評価のプレゼントは非常に強力。
関原（せきはら）
イレブン工科大学の教授。ゲーム開始からしばらく経つと赤点取得者に与えるイエローカード用のホルダーを渡しに来る。定期試験で良い成績を出すと野球部の備品を強化してくれる。

#### 栄光学院大学
久遠ヒカル（久遠- ）
帝王実業高校時代の友沢の後輩（1学年下）。18歳。栄光学院大学のエースだが、精神的に脆い。大きく変化するスライダーと、140キロ台後半のストレートを武器にする。西強大学を破る程の実力。

#### その他の登場人物
朝霧影丸（あさぎり かげまる）
しるこ大学のエース。コントロールが非常に優れており、ナックルを投げる。俊足で守備も上手い。忍者の末裔で薬作りを趣味としている。19歳。
日比野慎一郎（ひびの しんいちろう）
あかつき大学のエース。バランスのよい能力を持つ。『パワプロ13』でも登場。19歳。
清本和重（きよもと かずしげ）
大学野球界最強とされる西強大学の4番を務める三塁手。圧倒的な打撃力を誇る強打者。3年目秋以外の全ての全国大会決勝戦に進出している。『パワプロ13』でも登場。19歳。
影山秀路（かげやま しゅうろ）
おなじみのスカウト。彼の評価がないと能力が高くてもプロにはなれない。スカウトにアピールするランダムイベントの他、大学での練習風景にもたまに登場し、彼のいる場所で練習すると時々注目される。
姫野カレン（ひめの かれん）
今回も登場。彼女候補として出会える状況は限られているが、デート代を全部持ってくれるので金銭面で言えば付き合いやすく、条件が合えばクリスマスに必ず威圧感がもらえる。練習時に段ボールに隠れている。彼女がいる練習をするとアイテムをくれる場合がある。
ガンダー
どの大学でプレイしていても低確率で突然現れる犬。ガンダーのいるところで練習すると、たまにアイテムを掘り出して主人公にくれる事がある。
春彦（はるひこ）＆秋江（あきえ）
主人公の両親。ランダムイベントで食事をおごってくれたり、練習中に突然現れてお小遣いをくれたりする。
加藤理香（かとう りか）
今回は整体クリニックの医師として登場する。2年半で凡人以下からいっぱしの選手に急成長する主人公の体質に注目し、実験への協力を願い出てくることがある。

### 全日本編
過去作のキャラたちと共に日本代表の一員となり、世界大会に挑戦するシナリオ。韓国→台湾→キューバ/オーストラリア→アメリカと戦い優勝を目指す。
- 通常練習と全試合9イニング操作の試合を行うチームはシリーズ初（過去作品では全試合9イニング操作の試合を行うチームは通常、練習部分を省き試合のみを行う。『パワプロ8』ではセントラルタワーの試合のみが9イニング制で、通常の試合は自分の出番のみ操作）。
- 1試合目の韓国戦に勝利すれば選手登録ができる。練習は前述の通り1日単位での進行で、大けがをした場合は代表チームから外される。
- このモードでは選手登録したオリジナル選手が「継承」の有無を問わず登場する場合がある。

日本代表選手には、猪狩・矢部・友沢・橘、『パワプロ7』から日下部・一文字、『パワプロ10』から福家・半田・鷹野が登場し、予選リーグ突破後は更に神童・猪狩進あるいは『9』の一ノ瀬・二宮が合流する。なお、年代的には他シナリオの三年目に相当し、主人公（しるこ大学）・矢部・友沢・橘は大学四年生である。
猪狩守（いかり　まもる）
シリーズの看板キャラ。猪狩カイザースのエース。代表でも屈指の投手能力を誇り、「日本球界の顔」と称される。通常のサクセスでもライジングキャノンのフォームをマネるイベントなどで登場する。25歳。
福家花男（ふくや　はなお）
頑張パワフルズの三塁手。「パワフルズの主砲」と謳われる強打者。『パワプロ12』でもバッティングセンターで練習する姿を見かけるイベントがある。
半田小鉄（はんだ　こてつ）
極亜久やんきーズの捕手／外野手。高いパワーを売りとする選手で「やんきーズの主砲」として有名。今回は痩せる前の姿で登場。CMに出演しているため何かとパワリンをくれる。鷹野と共にプレイヤーを番長軍団に誘ってくる。
鷹野有紀（たかの　ゆうき）
極亜久やんきーズのエース。サイドハンドからの正確なコントロールが武器。半田とともにプレイヤーを番長軍団に誘ってくる。
日下部卓也（くさかべ　たくや）
福岡ダイエーホークスの外野手。元はヤクルトの捕手だったが外野手にコンバートされ、更にダイエーにトレードされた。桐生かえで（『パワプロ7』に彼女候補として登場した女子アナ）と婚約しているが、彼女が海外で大きな仕事を成功させていることで引け目を感じている。
一文字大悟（いちもんじ　だいご）
西武ライオンズの捕手。甲子園のスター選手。とてもおっとりした性格。
神童裕二郎（しんどう　ゆうじろう）
オリックス・ブルーウェーブからレッドエンジェルス（作品世界内のメジャー球団）に移籍した投手。日米完全試合という偉業を達成している（『パワプロ10』）。指導者になりたいという夢のために現役引退を決意する。31歳。
猪狩進（いかり　すすむ）　
オリックス、猪狩カイザースを経てレッドエンジェルスに移籍した捕手。24歳。
一ノ瀬塔矢（いちのせ　とうや）
ヤクルトの投手。あかつき大附属出身で猪狩守の先輩。中継ぎ・抑えタイプの投手で、針の穴を通すコントロールに4方向の多彩な変化球を操る。27歳。
二宮瑞穂（にのみや　みずほ）
ヤクルトの捕手。あかつき大附属出身で猪狩守の先輩。「走攻守三拍子揃ったスーパーキャッチャー」と称される。一ノ瀬の妹と交際している。26歳。
李真恩（イ ジンウン）
韓国代表チームの先発投手。最速149キロの速球に加え、スライダーやチェンジアップを高い制球力で操る。
郭上道（カク ジョウドウ）
台湾代表チームの先発投手。最速151キロの速球とフォークが武器の本格派。
ゴメス
キューバ代表の先発投手で自称「世界一のピッチャー」。『パワプロ'99』に登場。最速156キロの重い速球とフォークボールを操り、スタミナも高い。『パワプロ'99』当時よりは弱体化している。制球力はさほどではなく、性格は短気である。本作では開幕版にのみ登場。
グスタフ
オーストラリア代表の左腕投手。最速155キロの速球と曲がりの大きなカーブが武器で、投手でありながら長打力にも秀でる。しかし打たれ弱いところがある。『11超決定版』で初登場。
ミッキー・バーミリオン
アメリカ代表の外野手（サブポジは遊撃手）。非常に足が速く走塁、盗塁の技術にも秀でたリードオフマンタイプの選手。『パワプロ8』に登場。
ボーマン・バンガード
アメリカ代表の外野手。レギュラーリーグ、レッドエンジェルスの主砲であり、ゲーム中トップのパワーと広角打法を誇る強打者。『パワプロ10』に登場。
テリー・マイルマン
アメリカ代表の投手。最速160キロのムービングファスト「メテオマグナム」を操るレッドエンジェルスのエース。『パワプロ10』に登場。本作では会話シーンには出てこない。

## 主題歌
- オープニング：『Pride』 歌：東野純直
  - 作詞：東野純直 作曲：弓島隆子 編曲：宮田賢二（マリブ）、広野智章（コナミ）
- エンディング：『胸いっぱいの夢』 歌：ASACO
  - 作詞：ASACO 作曲：広野智章（コナミ） 編曲：宮田賢二（マリブ）、広野智章
- アニメーション
  - 監督・演出：北之原孝将
  - 作画監督：高橋博行
  - 美術：鵜ノ口穣二
  - アニメーション製作：京都アニメーション

なお、今作は京都アニメーション最後の担当のパワプロである（パワプロNEXT現在、オープニング/エンディングを2回以上担当したアニメ会社は京都アニメーションとKOO-KI（15〜NEXT）のみ）。